# Protium urophyllidium
Protium urophyllidium är en tvåhjärtbladig växtart som beskrevs av Douglas C. Daly. Protium urophyllidium ingår i släktet Protium och familjen Burseraceae. Inga underarter finns listade i Catalogue of Life.